# 苋
苋，雁来红（救荒本草）、老少年（盛京通志）、老来少、三色苋（华北经济植物志要），为苋科苋属的植物。分布在亚洲的日本、印度、中亚以及中国大陆，多生在半野生，属中国原产的植物（非从国外引种）。
白莧（Amaranthus inamoenus Willd.）、紅莧（Amaranthus gangeticus L.）的学名均属其异名，见右侧异名列表。

## 别名
莧、荇菜、莕菜、雁來紅《救荒本草》、老少年《盛京通誌》、老來少、三色莧《華北經濟植物志要》、Yahopemokan（泰雅語）。

## 种下等级
- Amaranthus tricolor L. cv. Splendens

## 特性
能适应高温，于亚热带及热带作为蔬菜，从播种到采收只需20多天，一次全株采收，是夏季常见叶菜。叶互生，呈卵形、菱形、披针形；以叶面颜色分为白苋（较黄绿）、青苋（较深绿）、红苋（叶面中央紫红），均可供炒食、煮汤。

## 延伸阅读
[在维基数据编辑]
 《欽定古今圖書集成·博物彙編·草木典·莧部》，出自陈梦雷《古今圖書集成》
 《欽定古今圖書集成·博物彙編·草木典·鴈來紅部》，出自陈梦雷《古今圖書集成》

## 外部連結
- 莧, Xian （页面存档备份，存于） 藥用植物圖像數據庫 (香港浸會大學中醫藥學院) （繁體中文）（英文）